# Вільям Сансінг
Вільям Сансінг (ісп. William Sunsing; нар. 12 травня 1977, Ередія) — костариканський футболіст, що грав на позиції нападника.

## Клубна кар'єра
Дебют у дорослому футболі за «Ередіано» відбувся 5 квітня 1995 року в матчі проти клубу «Сан-Карлоса». 1997 року футболіст перейшов у «Рамоненсе», в якому забив перший гол 5 березня 1997 року проти клубу «Сапрісса».
У сезонах 2000 і 2001 грав за американський «Нью-Інгленд Революшн» у МЛС, після чого повернувся на батьківщину, де грав за ряд місцевих клубів, а також був в оренді в чеському «Тепліце» і грецькому «Акратітосі». В останньому він виступав зі своїми співвітчизниками Фройланом Ледесмою і Берні Пеньєю.
Влітку 2007 року «Брухас» продав Сансінга в «Ліберія Міа», де він був підписаний на три роки.
У грудні 2010 року Вільям перейшов в «Лімон», але влітку 2011 року пішов з клубу через сварки з тренером Рональдом Морою.
Наступним клубом був «Оріон», який він залишив у вересні 2011 року через фінансові проблеми в клубі. Пізніше він грав у Гватемалі за команди «Кобан Імперіал» та «Саяксча». В останньому 7 грудня 2012 року завершив кар'єру. Всього Сансінг за коста-риканські клуби провів 352 матчі, в яких забив 76 голи.

## Виступи за збірну
У січні 2000 року дебютував в офіційних іграх у складі національної збірної Коста-Рики в матчі проти збірної Тринідаду і Тобаго, а вже наступного місяця поїхав з командою на Золотий кубок КОНКАКАФ 2000 року у США, на якому зіграв у трьох матчах і став чвертьфіналістом турніру.
Згодом у складі збірної був учасником Кубка Америки 2001 року у Колумбії та Золотого кубка КОНКАКАФ 2002 року у США, де разом з командою здобув «срібло», зігравши в тому числі і в програному фінальному матчі проти США. Влітку того ж року поїхав на чемпіонат світу 2002 року в Японії і Південній Кореї, втім на поле там не виходив.
Останнім був матч у кваліфікації на чемпіонат світу 2010 року у вересні 2009 року проти збірної Сальвадору. Протягом кар'єри у національній команді, яка тривала 10 років, провів у формі головної команди країни 34 матчі, забивши 3 голи.

## Титули і досягнення
- Срібний призер Золотого кубка КОНКАКАФ: 2002